# Staatsschuldenquote in Spanien
Die Staatsschuldenquote Spaniens gibt das Verhältnis zwischen den spanischen Staatsschulden einerseits und dem spanischen nominalen Bruttoinlandsprodukt andererseits an.

## Entwicklung in den letzten Jahren
Die Staatsschuldenquote Spaniens stieg aufgrund der Finanzkrise und der Eurokrise zwischen 2008 und 2013 an. Entsprach die Staatsverschuldung von 437,0 Mrd. Euro Ende 2008 einer Staatsschuldenquote von 40,2 %, so erreichte die Staatsschuldenquote Ende 2013 angesichts eines Schuldenstandes von dann inzwischen 960,6 Mrd. Euro einen Wert von 93,9 %. Im Jahr 2014 stieg die Quote trotz der Sparpolitik der Regierung voraussichtlich weiter auf etwa 98 % an.
Zum Ende des 2. Quartals 2015 lag die spanische Staatsschuldenquote gemäß Eurostat bereits bei 97,8 % bei einem auf 1.054,0 Mrd. Euro gestiegenen Schuldenstand. Damit liegt sie weiterhin oberhalb der durchschnittlichen Quoten für die Eurozone (92,2 %) und für die Europäische Union (87,8 %, jeweils zum 30. Juni 2015).

## Prognostizierte Entwicklung
Der Internationale Währungsfonds geht davon aus, dass die Staatsschuldenquote Spaniens bis Ende 2019 bei einem Schuldenstand von dann 1.191,5 Mrd. Euro auf 99,6 % ansteigt. Damit würde Spanien das Maastricht-Kriterium von höchstens 60 % weiterhin verfehlen.